# 山梨県道217号深沢等々力線
山梨県道217号深沢等々力線（やまなしけんどう217ごう ふかさわとどろきせん）は、山梨県甲州市を走る一般県道である。

## 概要
- 起点：山梨県甲州市勝沼町深沢
- 終点：山梨県甲州市勝沼町勝沼（深沢入口交差点＝国道20号交点）

## 通過する自治体
- 山梨県甲州市

## 交差・接続する道路
- 国道20号（甲州市勝沼町勝沼・深沢入口交差点）

## 周辺
- 甲州市立勝沼小学校深沢分校